# کاری، تاسمانیا
کاری (به انگلیسی: Currie) یک شهرک در استرالیا است که در King Island Council واقع شده‌است.